# Alfenus calamistratus
Espèce
Alfenus calamistratus est une espèce d'araignées aranéomorphes de la famille des Salticidae.

## Distribution
Cette espèce se rencontre au Congo-Kinshasa et en Ouganda.

## Description
Le mâle holotype mesure 9 mm.
Le mâle décrit par Szűts et Scharff en 2005 mesure 9,25 mm, la carapace mesure 4,25 mm de long sur 3,25 mm et l'abdomen 4,25 mm de long sur 2,55 mm.
La carapace de la femelle décrite par Wiśniewski et Wesołowska en 2024 mesure 4,0 mm de long sur 3,3 mm et l'abdomen 5,4 mm de long sur 3,5 mm.

## Systématique et taxinomie
Cette espèce a été décrite par Simon en 1902.

## Publication originale
- Simon, 1902 : « Études arachnologiques. 31e Mémoire. LI. Descriptions d'espèces nouvelles de la famille des Salticidae (suite). » Annales de la Société Entomologique de France, vol. 71 p. 389-421 (texte intégral).